# واجهة البرنامج الثابت الممتد

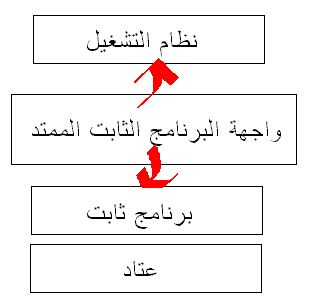
صورة توضيح طريقة عمل الواجهة

واجهة البرنامج الثابت الممتد (بالإنجليزية: Unified Extensible Firmware Interface (UEFI))‏ في الحاسوب هي واجهة من تطوير شركة إنتل لتحل مع مرور الوقت محل بيوس التي تستعمل منذ 1981 في الحاسوب الشخصي آي بي إم دون تغيير ملحوظ.
تعد هندسة إنتل IA-64 أول منصة حاسوب تستعمل واجهة البرنامج الثابت الممتد، ومنذ ذلك الوقت بدأ استعمال الواجهة في الدوائر المتكاملة للحواسيب المنزلية. حواسيب ماكنتوش الحالية تستعمل هذه الواجهة أيضا. شركة مايكروسوفت كان يفترض بناء ما يساند استخدام هذه الواجهة في نظام التشغيل ويندوز ڤيستا ولكن قررت عام 2006 ألا تدخل هذا التعديل في الإصدار الأول من ويندوز ڤيستا.
بفضل هذه الواجهة لن يكون من اللازم برمجة مشغل (برنامج حاسوبي) لعتاد معين لكل أنظمة التشغيل. واجهة البرنامج الثابت الممتد تكلف بالتواصل مع العتاد، ولذلك من المفروض برمجة مشغل (برنامج حاسوبي) للواجهة فقط وليس لكل عتاد في الحاسوب كما هو الحال بدون استخدام هذه الواجهة.

## انطر أيضا
- جدول التقسيم ذو المعرفات الفريدة الشامل GPT